# 大和島
大和島（やまとじま）は兵庫県淡路市岩屋にある島である。

## 概要
大和島は、淡路島の北東、絵島の南に位置し、砂岩と礫岩からなる陸続きの小島である。各所に小型の海食痕がみられるとともに、頂上には県の天然記念物に指定されている、明石海峡から吹く海風により特異な風衝形となった「大和島のイブキ群落」がある。絵島や沼島と同様、伊弉諾尊と伊弉冉尊の国生み神話のオノコロ島であるという説もある。名称に島とついているが、海に浮かんでいるのではなく、岩屋海水浴場北端と陸続きになっている。付近にある絵島も昔は大和島と同様陸続きだったが、現在は浸食により分離している。

## アクセス
- 神戸淡路鳴門自動車道　淡路ICから車で3分
- 岩屋海水浴場前バス停(あわ神あわ姫バス・岩屋コミュニティバス)から徒歩4分